# Мыс Мартьян (заповедник)
«Мы́с Мартья́н» (укр. «Мис Мартьян», крымскотат. «Martyan burnu», «Мартьян бурну») — природный заповедник, расположенный в северной части городского округа Ялта Республики Крым (согласно административно-территориальному делению Украины — в Ялтинском горсовете Автономной Республики Крым).
Создан 20 февраля 1973 года. Площадь — 240 га (50 % занимает акватория). Ближайший населённый пункт — посёлок городского типа Никита.

## История
Заповедник создан с целью сохранения в природном состоянии целостных природных комплексов мыса Мартьян, охраны и сохранения редких видов растений и животных, проведения научно-исследовательских работ. Был организован постановлением Совета Министров УССР от 20 февраля 1973 года № 84 на землях Никитского ботанического сада. В 1969 году на территории заповедника были взяты на охрану как памятник археологии местного значения руины крепости Рускофиль-Кале. Сохранились остатки укрепления XIII—XV веков.

## Описание
Прибрежно-аквальный комплекс мыса Мартьян — резерват генофонда морской флоры и фауны. Тут насчитывается 129 видов водорослей-макрофитов (62 % видов побережья Южного берега Крыма), 59 видов и форм диатомовых и 65 видов и форм сине-зелёных водорослей. Редкими для флоры Чёрного моря являются 52 вида, из них 2 внесены в Красную книгу Украины. В общем в акватории заповедника встречаются более 200 видов морских животных (рыб, моллюсков и ракообразных).
Главная ценность заповедника и главная цель его создания — реликтовая роща можжевельника высокого (Juniperus excelsa) в его природной среде и её сохранение. В конце XIX века уничтожались целые можжевёловые леса. Средний возраст особей можжевельника до 100 лет. Имеются особи более старшего возраста — вплоть до 500 лет. Кроме можжевельника, важное значение имеет также охрана растительных сообществ, в которых произрастает земляничник мелкоплодный, фисташка туполистная, иглица понтийская и другие растения. Всего флора заповедника насчитывает около 540 видов растений, из которых 38 включены в Красную книгу Украины.

### Видовое разнообразие
Фауна заповедника насчитывает 1100 видов животных. Это 18 видов млекопитающих, 150 видов птиц (52 % орнитофауны Крыма), 7 видов пресмыкающихся, 4 вида земноводных, 70 видов рыб, 91 вид моллюсков, около 700 видов насекомых и др. К наиболее редким, исчезающим видам, представленным в заповеднике, относятся: леопардовый полоз, желтобрюхий полоз, желтопузик и крымский геккон. Все эти виды занесены в Красную книгу Украины.

Охраняемые виды на мысе Мартьян
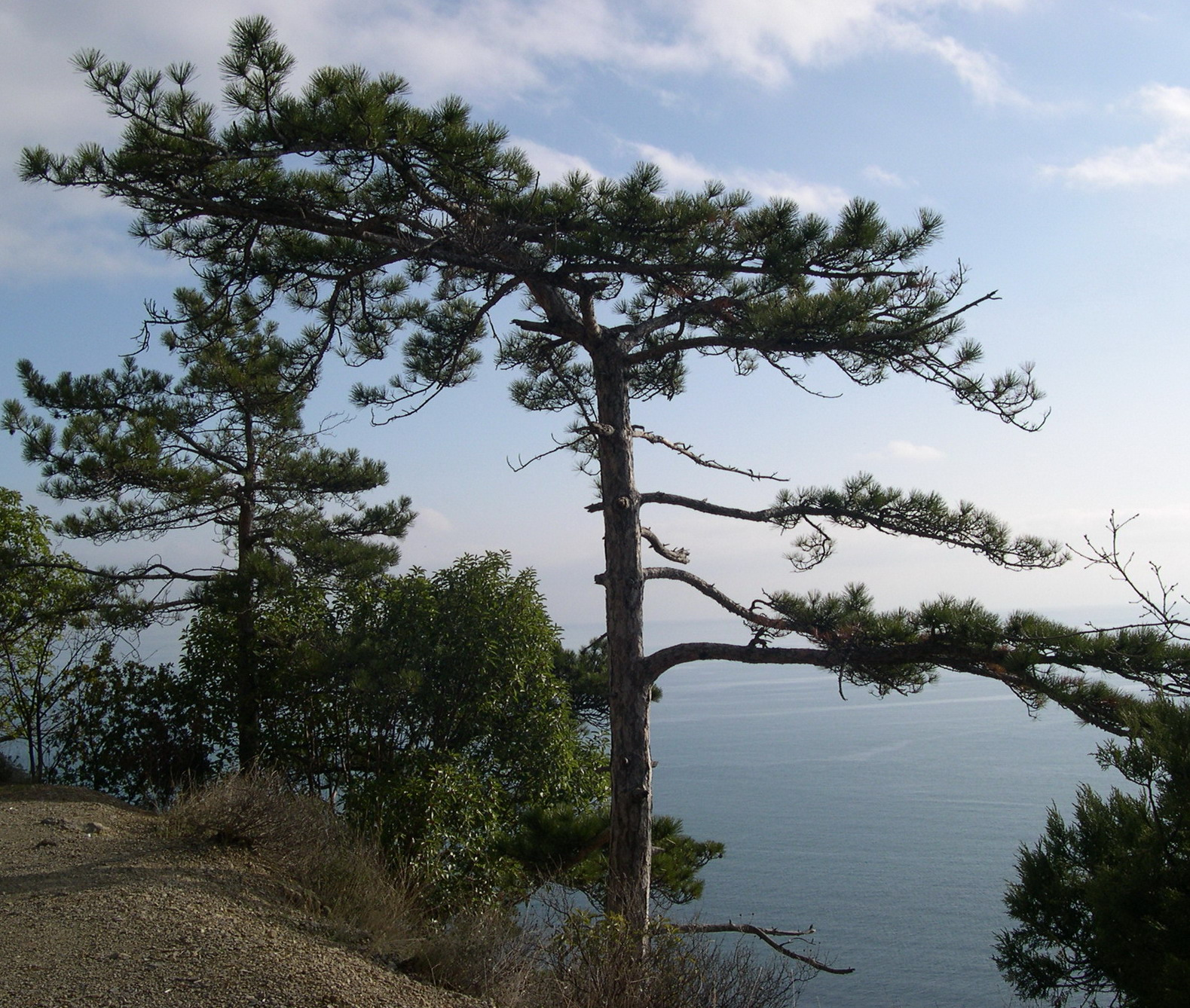
Сосна Палласа (лат. Pinus nigra subsp. pallasiana)
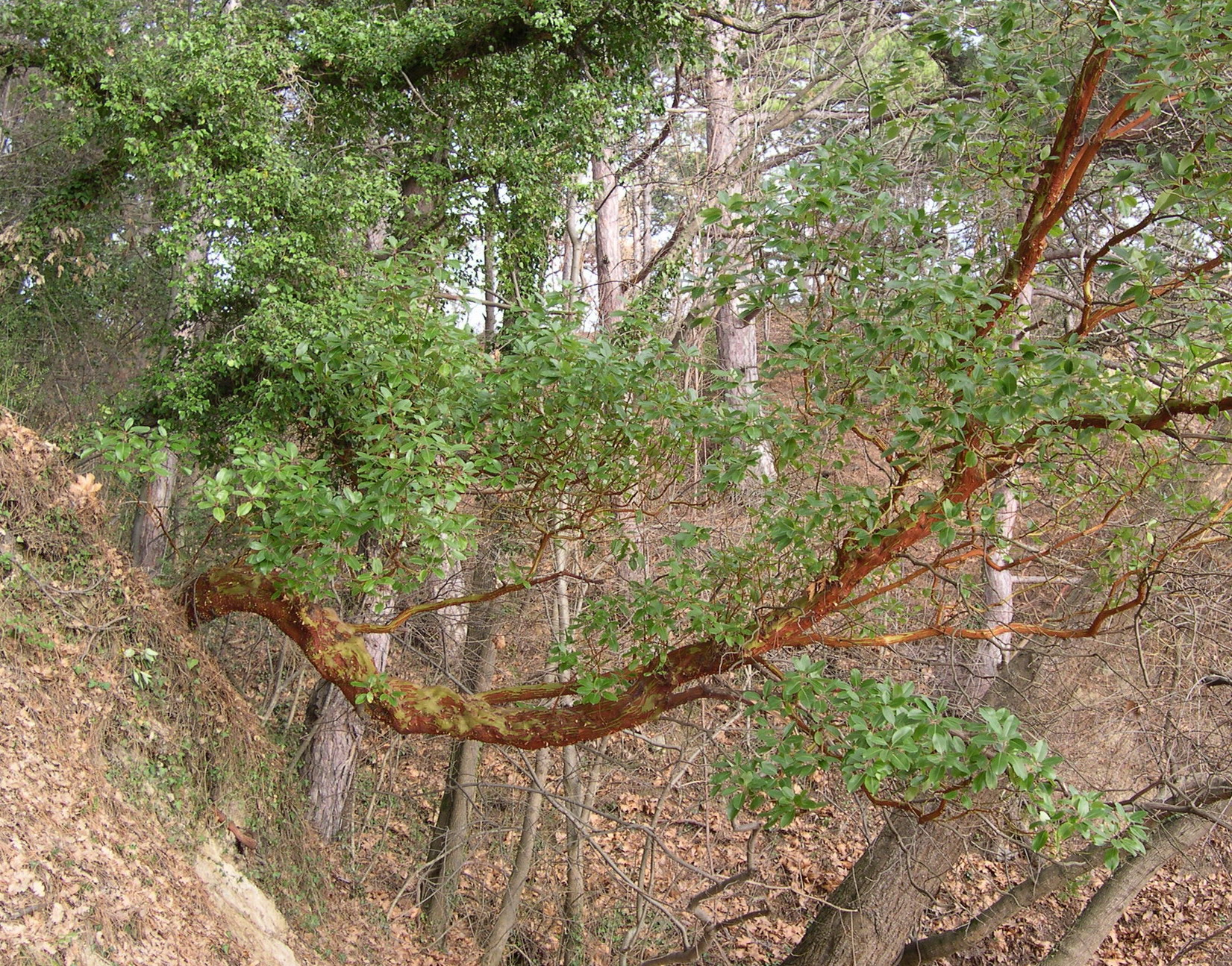
Земляничник мелкоплодный (лат. Arbutus andrachne)
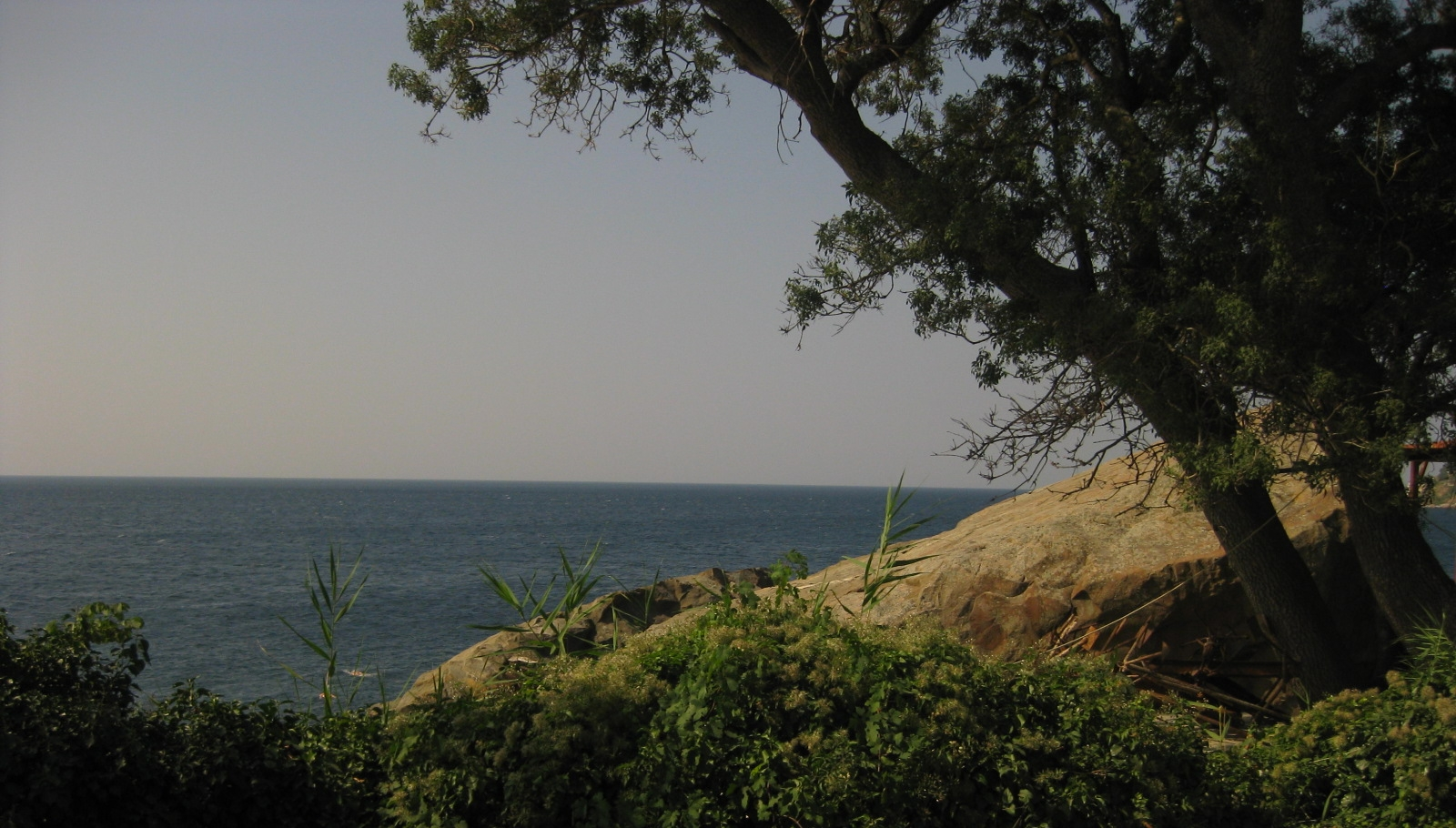
Можжевельник высокий (Juniperus excelsa)
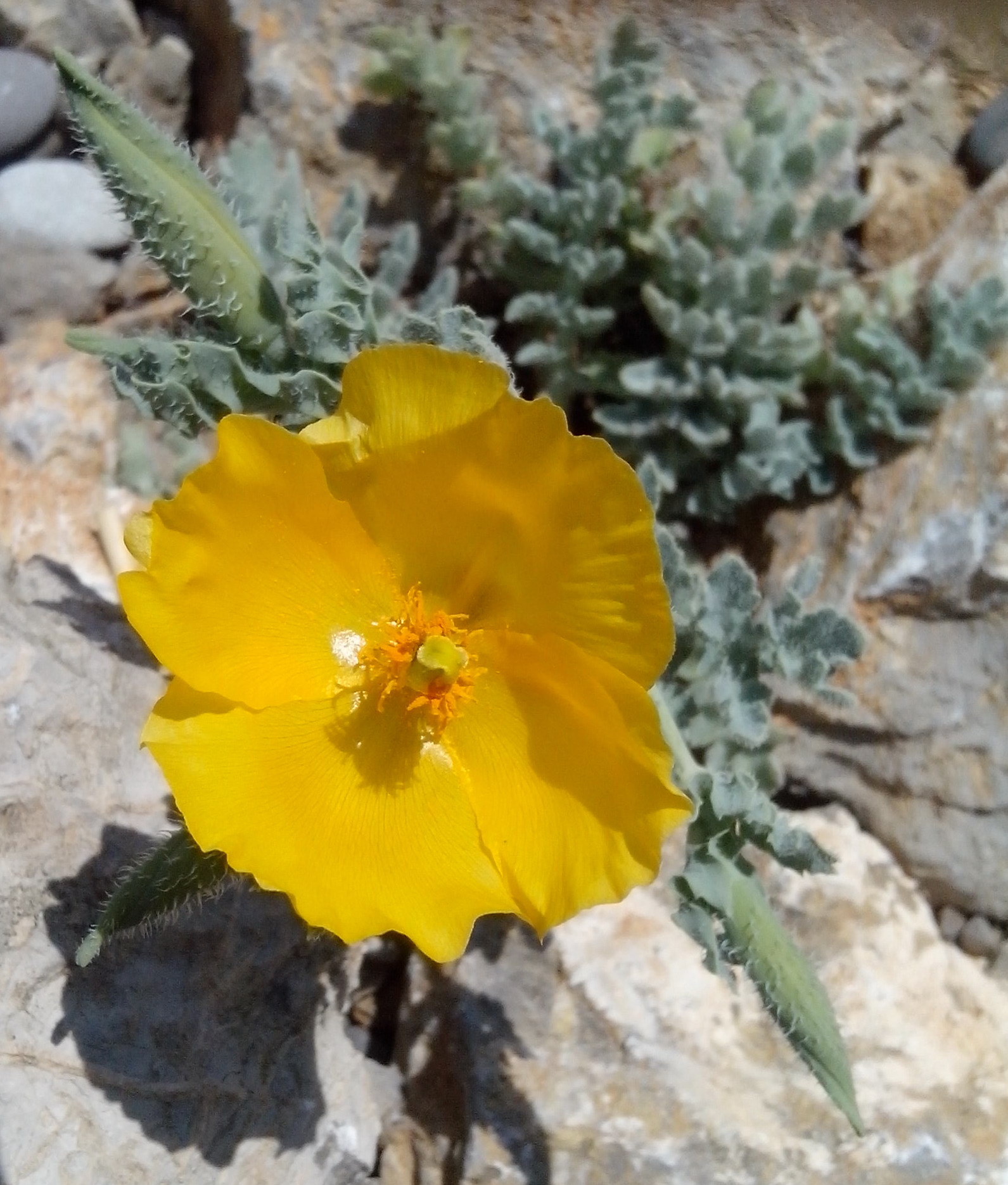
Глауциум жёлтый или Мачок жёлтый (лат. Glaúcium flávum)
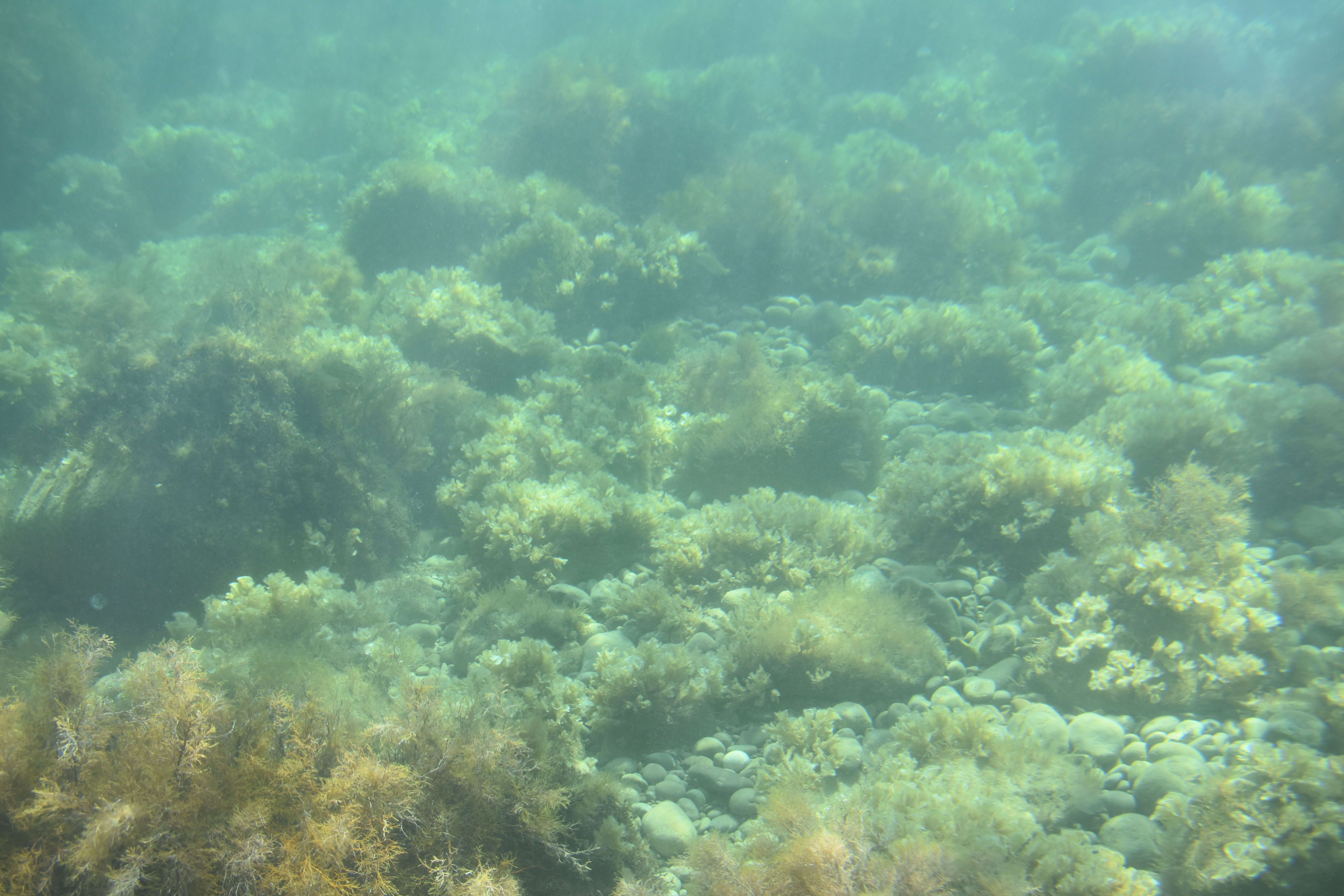
Акватория Мыса Мартьян